# Филип фон Залм-Даун
Филип фон Залм-Даун (на немски: Philipp von Salm-Dhaun; * 8 септември 1492; † 27 август 1521, Йвой) е граф на Залм, вилд- и рейнграф в Залм-Даун.

## Произход
Той е син на вилд- и рейнграф Йохан VI фон Залм-Даун-Кирбург († 1499) и съпругата му графиня Йохана фон Мьорс-Саарверден († 1513), дъщеря на граф Николаус фон Мьорс-Саарверден († 1495) и Барбара фон Финстинген († 1492/1494). Брат е на Йохан VII (1493 – 1531), вилд- и рейнграф в Кирбург, граф на Залм, Фридрих фон Даун († сл. 1490), капитулар в Майнц и Кьолн, Якоб, каноник в Трир, Страсбург и Кьолн († 1533).

## Фамилия
Филип фон Залм-Даун се жени на 31 май 1514 г. в Аманк за графиня Антоанета дьо Ньофшател (* ок. 1495/1500; † 29 октомври 1544), наследничка на Нойвил, дъщеря на Фердинанд дьо Ньофшател († 1522) и Клод дьо Верги († 1512). Те имат децата:
- Филип Франц (1518 – 1561), вилд- и рейнграф в Залм-Даун-Нойфвил сюр-Мозел, женен на 27 януари 1539 г. за графиня Мария Египтиака фон Йотинген-Йотинген (1520 – 1559)
- Йохан Филип I (1520 – 1566), женен 1566 г. за Жана дьо Генуилак († 1567)
- Маргарета (1521 – 1576), омъжена на 7 септември 1538 г. за граф Еберхард XII фон Ербах (1511 – 1564)
- Анна (ок. 1520 – сл. 1546), омъжена пр. 1540 г. за граф Филип фон Даун, граф на Фалкенщайн, господар на Оберщайн-Бройч († 1554), син на граф Вирих V фон Даун-Фалкенщайн-Лимбург, губернатор на Равенсберг († ок. 1541/1544/1546), и Ирмгард фон Сайн-Хомбург († 1551)

Вдовицата му Антоанета дьо Ньофшател се омъжва втори път 1535 г. за граф Хугбрехт фон Байхлинген († 1549, убит), син на граф Адам фон Байхлинген.